# أدريانا كيسلوتي
أدريانا كيسلوتي (بالإنجليزية: Adriana Caselotti) (1916 - 1997)، ممثلة ومغنية أمريكية ومؤدية صوتية، من أشهر أدوارها سنووايت في فيلم سنو وايت والأقزام السبعة.

## الألبومات
- Singing in the Movies, Vol. 2
- The Wizard of Oz

## روابط خارجية
- أدريانا كيسلوتي على موقع IMDb (الإنجليزية)
- أدريانا كيسلوتي على موقع ألو سيني (الفرنسية)
- أدريانا كيسلوتي على موقع ميوزك برينز (الإنجليزية)
- أدريانا كيسلوتي على موقع أول موفي (الإنجليزية)
- أدريانا كيسلوتي على موقع قاعدة بيانات الأفلام السويدية (السويدية)
- أدريانا كيسلوتي على موقع ديسكوغز (الإنجليزية)
- أدريانا كيسلوتي على موقع قاعدة بيانات الفيلم (الإنجليزية)
- أدريانا كيسلوتي على موقع كينوبويسك (الروسية)